# 석류의 집

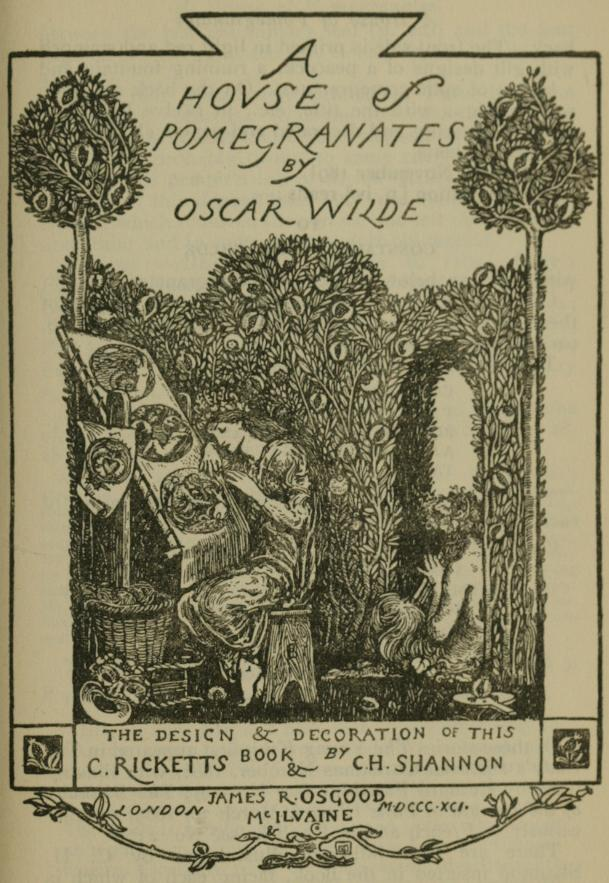

석류의 집(A House of Pomegranates)은 오스카 와일드가 쓴 동화 모음집으로, 《행복한 왕자와 다른 이야기들》을 위한 두 번째 전집으로 출간되었다. 와일드는 언젠가 이 모음집에 대해 “영국 아이들이나, 영국 대중을 위한 의도가 전혀 없었다”라고 말했다.
이 모음집에 포함된 이야기들은 다음과 같다.
- 젊은 왕
- 왕녀의 생일
- 어부과 그의 영혼
- 별아기